# Samsung Galaxy Mini
El Samsung Galaxy Mini (también denominado Samsung GT-S5570) , fue un teléfono inteligente de gama baja fabricado por Samsung con Android 2.2.1 Froyo. Fue anunciado en enero y lanzado en febrero de 2011 y se encuentra disponible en varios colores:  Negro y Verde, y blanco y gris

## Características
Opera en las bandas GSM 850 / 900 / 1800 / 1900 - HSDPA 900 / 2100
Cámara de 3.15 MP, 2048x1536 pixeles con video QVGA@15fps con un zoom de digital de 3x
Cuenta con un procesador Qualcomm a una frecuencia de 600 MHz
También tiene una memoria RAM de 384 MB
Cuenta con una memoria interna de 164 MB expansible mediante tarjetas micro SD
Originalmente viene con Android 2.2.1 Froyo pero es actualizable a Android 2.3 mediante el software Samsung Kies (cuenta con actualización no oficial a Android 4.0/4.1)